# Adolf Emperius
Adolf Karl Wilhelm Emperius (* 29. Mai 1806 in Braunschweig; † 17. August 1844 ebenda) war ein deutscher klassischer Philologe, Historiker und Lehrer am Collegium Carolinum in Braunschweig.

## Leben
Emperius war der Sohn von Johann Ferdinand Friedrich Emperius und gehörte somit einer bedeutenden Braunschweiger Familie an; seine Schwester Caroline (1799–1882) war die Mutter des Mathematikers Richard Dedekind. Er besuchte das Katharineum seiner Heimatstadt und anschließend das dortige Collegium Carolinum, Vorläuferinstitution der TU Braunschweig, an das er später als Lehrer zurückkehrte. 1825 begann Emperius das Studium der klassischen Philologie in Leipzig bei Gottfried Hermann, der ihn als Textkritiker stark beeinflusste. Später setzte er seine Studien in Berlin und (ab 1828) in Göttingen fort, dort vor allem bei Karl Otfried Müller. Im Jahr 1829 wurde er in Göttingen mit der Dissertation De temporum belli Mithridatici primi ratione promoviert. Den Plan einer Karriere als Hochschullehrer an einer Universität über den Weg des Privatdozenten gab Emperius nach dem Tod des Philosophen Friedrich Ludewig Bouterweck, der ihn unterstützt hatte, auf und kehrte an das Collegium Carolinum zurück, wo er schon seit 1829 Geschichte unterrichtet hatte und 1835 Professor, 1842 Ordinarius wurde. Hier lehrte Emperius nicht nur alte Sprachen, sondern hielt auch, für ein breiteres Publikum, Vorlesungen in Mythologie, Kunst, Archäologie und der Landesgeschichte Braunschweigs. Ferner gab Emperius Geschichtsunterricht an der Braunschweiger Kadettenschule. Seine Forschungsarbeit konzentrierte sich auf die Schriften des Dion Chrysostomos, die er 1844 in einer kritischen Ausgabe veröffentlichte. Emperius leistete damit einen wertvollen Beitrag zur Wiederherstellung des stark verderbten Textes, den Ulrich von Wilamowitz-Moellendorff noch Jahrzehnte später in seiner Geschichte der Philologie (Berlin 1921, S. 66) lobend hervorhob.
Noch im selben Jahr starb Emperius überraschend nach kurzer, schwerer Krankheit. Seine wissenschaftlichen Beiträge, darunter auch die Dissertation sowie historische Abhandlungen zur Landesgeschichte Braunschweigs, wurden – für die zahlreichen textkritischen Bemerkungen auch unter Heranziehung von Emperius’ eigenen Handexemplaren – von den ehemaligen Kommilitonen Heinrich Ludolf Ahrens, Ferdinand Bamberger und Karl Sintenis gesammelt und von Friedrich Wilhelm Schneidewin unter dem Titel Adolphi Emperii Brunopolitani Opuscula philologica et historica (Göttingen 1847) herausgegeben.